# Konchigeri, Shirhatti
Konchigeri là một làng thuộc tehsil Shirhatti, huyện Gadag, bang Karnataka, Ấn Độ.